# سیاست سلامت

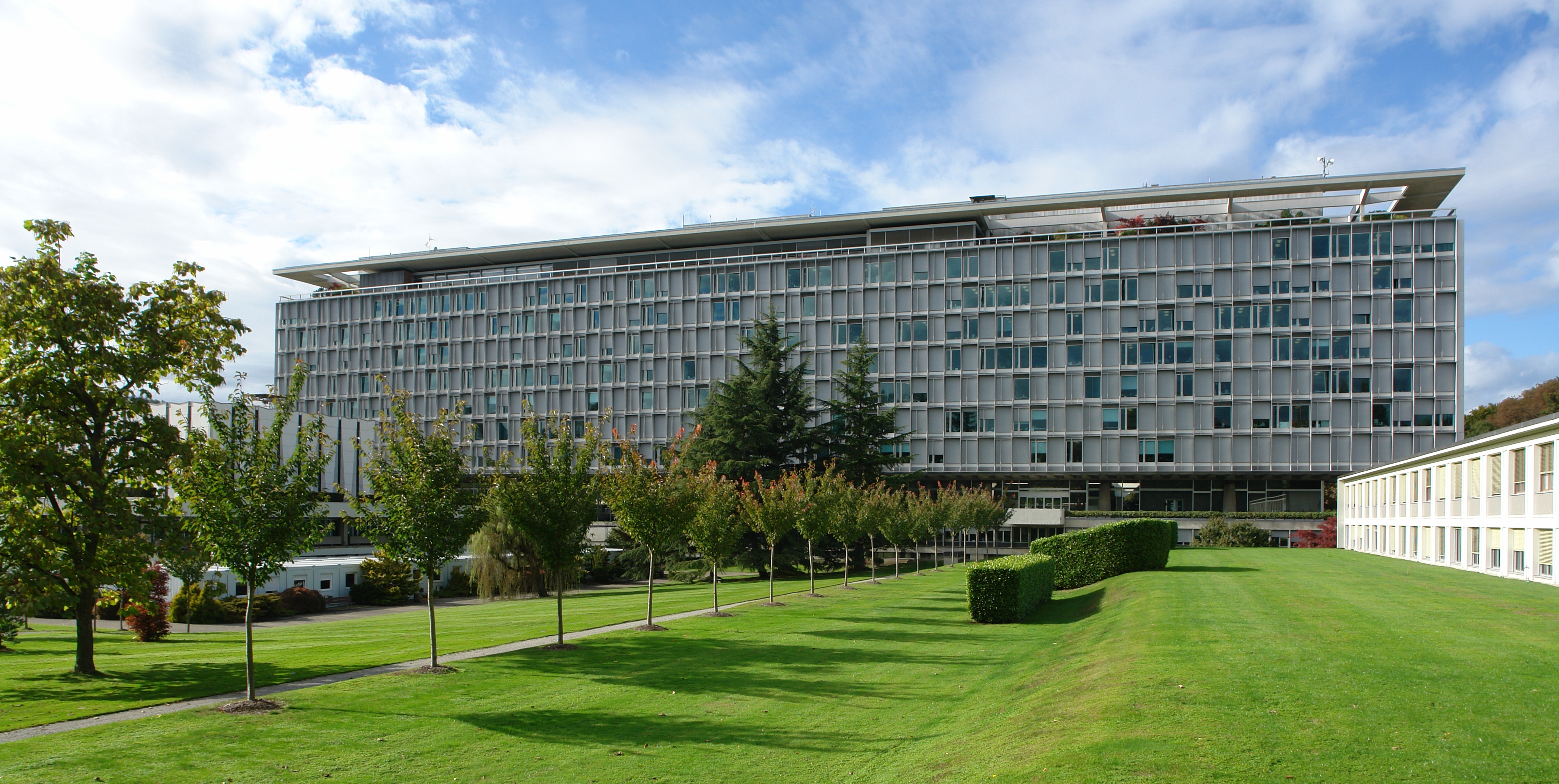
مقر سازمان بهداشت جهانی

سیاست سلامت به خط‌مشی تدوین شده برای نظارت و بهبود سلامت عمومی می‌گویند. براساس تعریف سازمان جهانی بهداشت، «سیاست سلامت به تصمیم‌ها، برنامه‌ها و اعمالی اشاره دارد، که برای دستیابی به اهداف به‌خصوصی در مورد مراقبت سلامت درون یک جامعه، انجام می‌گیرند.» سیاست سلامت از این جهت اهمیت دارد که سلامت عمومی بر تمامی جنبه‌های اجتماع سایه می‌افکند و در تعریف هویت سیاسی، اقتصادی و اجتماعی یک کشور نقشی اساسی ایفا خواهد کرد.
برای دستیابی به سیاست سلامت متعادل، تعامل پایاپای پزشکان، پژوهشگران و قانون‌گذاران لازم خواهد بود. هر یک از این گروه‌ها، تجربه میدانی و علمی خود را برای تدوین برنامه‌های مذکور به اشتراک می‌گذارند. سیاست سلامت را می‌توان به دسته‌های مختلفی از جمله سیاست جهانی، سیاست عمومی، سیاست بهداشت روانی، سیاست خدمات پزشکی، سیاست دارویی و سیاست بیمه تقسیم کرد. هر یک از دسته‌ها در بطن خود به موضوعاتی مثل تأمین مالی، نحوه و میزان دسترسی، کیفیت و در نهایت برابری خدمات بهداشتی می‌پردازند.

## پس‌زمینه
سیاست‌های مربوط به سلامت و اجرای آن‌ها پیچیده‌است. مدل‌های مفهومی می‌توانند جریان توسعه سیاست‌های سلامت را تا نتایج آن‌ها نشان‌دهند. سیاست‌های اجرایی مقررات و هنجارهایی هستند که دولت‌ها می‌توانند به شکل قانون دربیاورند. برنامه‌های سلامت مثل مراقبت سلامتی همگانی و سنجش اقتصادی آن‌ها همواره در کشورهای مختلف مورد بحث بوده‌است. برخی معتقدند دولت‌ها باید به جای بازگشت مالی هزینه انجام شده، نتیجه اجتماعی آن را بسنجند.

## ارتباط با سیاست‌های دیگر
نتیجه نهایی سلامت عمومی تنها به‌طور مستقیم وابسته به سیاست سلامت و برنامه‌های پیرامون آن نیست. به همین خاطر سیاست‌های دیگر اقتصادی، سیاسی داخلی و روابط خارجی نیز در سلامت عمومی تأثیر دارند. به همین دلیل، سیاستگذاران و محققان باید نتایج اجتماعی سایر سیاست‌ها را نیز در ارزیابی نهایی خود در نظر بگیرند. هنگام تدوین برنامه‌های سلامت باید ابرروندهای اجتماعی، فناوری، محیط زیست، اقتصاد و ارزش‌ها بررسی شود.